# Cesate
Cesate is een gemeente in de Italiaanse metropolitane stad Milaan (regio Lombardije) en telt 12.993 inwoners (31-12-2004). De oppervlakte bedraagt 5,7 km², de bevolkingsdichtheid is 2462 inwoners per km².

## Demografie
Cesate telt ongeveer 5106 huishoudens. Het aantal inwoners steeg in de periode 1991-2001 met 13,7% volgens cijfers uit de tienjaarlijkse volkstellingen van ISTAT.
| Jaar | Inwoneraantal |
| ---- | ------------- |
| 1991 | 10.831        |
| 2001 | 12.317        |

## Geografie
Cesate grenst aan de volgende gemeenten: Limbiate, Solaro, Caronno Pertusella (VA), Senago, Garbagnate Milanese.